# بولوتسك
بولوتِسك (بالبيلاروسية: Полацк) هي مدينة، تتبع فيتسبك أوبلاست في روسيا البيضاء، بلغ عدد سكانها 82547  نسمة، في 14 أكتوبر 2009، تبلغ مساحتها 36.74 كيلومتر مربع.

## الموقع
تشترك في الحدود مع:
- Polotsk district [الإنجليزية]‏.

## مدن توأم
المدن التوأم:
- يونافا
- فريدريشسهافن
- لودزا
- بلدية لودزا.

## أعلام
- ماري انتين